# Crillon, Oise
Crillon är en kommun i departementet Oise i regionen Hauts-de-France i norra Frankrike. Kommunen ligger i kantonen Songeons som tillhör arrondissementet Beauvais. År 2022 hade Crillon 488 invånare.

## Befolkningsutveckling
Antalet invånare i kommunen Crillon
| Referens: INSEE |